# Kabardijnse Autonome Socialistische Sovjetrepubliek
De Kabardijnse Autonome Socialistische Sovjetrepubliek (Russisch: Кабардинская Автономная Социалистическая Советская Республика of  Kabardijnse ASSR (Russisch: Кабардинская АССР) was een autonome socialistische sovjetrepubliek van de Sovjet-Unie.
De Kabardijnse Autonome Socialistische Sovjetrepubliek ontstond in 1944 uit de Kabardino-Balkaarse Autonome Socialistische Sovjetrepubliek toen Jozef Stalin de Balkaren ervan verdacht dat ze met Nazi-Duitsland gecollaboreerd hadden en de bevolking werd gedeporteerd naar Centraal-Azië. Stalin voegde de Baksan-vallei toe aan de Georgische Socialistische Sovjetrepubliek. Het voorvoegsel Balkaars werd uit de naam verwijderd en hernoemd tot de Kabardijnse Autonome Socialistische Sovjetrepubliek.
De Balkaren mochten in 1957 tijdens de regering van Nikita Chroesjtsjov terugkeren, de situatie van voor de oorlog werd hersteld en de Kabardino-Balkaarse ASSR heropgericht.